# Mats Hugosson
Mats Hugosson, född 19 augusti 1944 i Karlsborg, är en svensk pensionerad officer i Flygvapnet. Mats Hugosson är son till överste Carl Otto Hugosson.

## Biografi
Hugosson blev fänrik i Flygvapnet 1966. Han befordrades till löjtnant 1968, till kapten 1972, till major 1977, till överstelöjtnant 1981, överstelöjtnant (mst) 1985, till överste 1990 och till överste av 1:a graden 1993.
Hugosson inledd sin militära karriär som strilofficer. Åren 1967–1971 var han lärare i stridsledningstjänst vid Flygvapnets Krigsskola (F 20). År 1979 var han chef för strilbataljonen vid Upplands flygflottilj (F 16). Efter att han blev befordrad till överstelöjtnant mst, blev han 1985 sakkunnig vid försvarsdepartementet. Åren 1991–1993 var han ställföreträdande sektorflottiljchef och tillika flottiljchef för Skånska flygflottiljen (F 10/Se S). Åren 1993–1994 var han sektorflottiljchef för Skånska flygflottiljen (F 10/FK S). Åren 1994–1995 blev han förste chef vid nybildade Södra flygkommandot (FK S). Hugosson avgick som överste av 1:a graden 1995. Han var efter sin avgång verksam som marknadschef vid Volvo Aero samt vice VD för Industrigruppen JAS, och från 2001 VD för Industrigruppen JAS. Hugosson gifte sig 1968 med Gunnel Wikström, tillsammans fick de två barn, Christian och Kajsa.